# Ocean Way Recording
Ocean Way Recording es una cadena de estudios de grabación, la primera de las cuales abrió en 1985 y se encuentra en Sunset Boulevard en Hollywood. Los otros tres están en Sherman Oaks, otro vecindario en Los Ángeles, Nashville, Tennessee y San Bartolomé en las Antillas francesas. Muchos álbumes galardonados se han grabado allí.